# Loiano
Loiano (Lujèn [luˈjɛ̃] in dialetto bolognese montano medio, Lujàn in dialetto bolognese cittadino) è un comune italiano di 4 520 abitanti della città metropolitana di Bologna in Emilia-Romagna, situato sull'Appennino tosco-emiliano lungo la Strada statale 65 della Futa, a circa 35 chilometri a sud di Bologna e 73 chilometri a nord di Firenze.
È uno dei 5 comuni membri dell'Unione dei comuni Savena-Idice.

## Storia

### Simboli
Lo stemma e il gonfalone del comune sono stati concessi con decreto del presidente della Repubblica del 29 settembre 2011.
Il gonfalone è un drappo di giallo.
Il leone rosso dell'attuale stemma comunale era, in antichi documenti, un grifone che probabilmente derivava dallo stemma dei Loiani, conti di Loiano (d'argento, al grifone di rosso).
Il capo d'Angiò è un riferimento alla dominazione di Bologna sul territorio.

## Monumenti e luoghi d'interesse
Tra gli edifici di maggior pregio del comune vi è la chiesa parrocchiale dei Santi Giacomo e Margherita, costruita nel Seicento e poi rimaneggiata nei secoli successivi. 
Celebre è la locanda Corona, dove nel 1508 si trattò l'annessione di Cento a Ferrara e in cui pernottò Goethe nel 1786.
Tra gli altri edifici si ricorda Palazzo Loup.

## Società

### Evoluzione demografica
Abitanti censiti

## Geografia antropica
Il Comune è costituito dalle comunità territoriali delle località-frazioni di: Anconella, Barbarolo, Bibulano, La Guarda, Roncastaldo, Quinzano, Sabbioni, Scanello, Scascoli.

### Anconella
Nucleo di pregio storico-ambientale, raggiungibile sia da Sabbioni che dalla strada di fondo-valle Savena. Ricordata come località "Ancona", fra le dipendenze della corte di Scanello, in un elenco risalente al 1120-1150, conservato a Pisa e riportante i servizi dovuti alla chiesa pisana da questo suo possesso bolognese. Nel 1249 viene segnalata la comunità e nel 1288 "Anthonella" è elencata tra le podesterie del contado bolognese, mentre l'anno dopo, 1289, la località "Anthecellam" è compresa nella podesteria maggiore di Scaricalsino.
Anconella fu poi unita al comune di Scascoli e nel Seicento la maggior parte delle sue case apparteneva alla famiglia Berti.
Il nucleo abitato presenta un impianto urbanistico e diversi edifici di particolare interesse. Nel caratteristico fabbricato dell'osteria con portico antistante, rimane all'interno un camino, con lo stemma Bentivoglio e decorazioni floreali, databile tra fine Quattrocento e inizio Cinquecento.
Si segnala una casa torre con cornicione in cotto e finestra datata con anno 1525.
Notabili anche diverse grotte scavate nell'arenaria, dette 'buse nelle lastre', un tempo abitazioni e ricoveri, che furono utilizzate anche come rifugi nel periodo bellico; la più grande ha un profondità di 15 m circa e termina con una nicchia conclusa da un architrave datato 1901.Dal punto di vista storico sono importanti la Chiesina, ampliata nel Settecento, ed i resti di un antico oratorio risalente al Trecento.

### Barbarolo
La frazione di Barbarolo si trova al confine settentrionale del comune di Loiano, leggermente verso la valle dello Zena rispetto alla statale della Futa. Fin dai tempi più remoti fu un Comune indipendente nella sua organizzazione interna ed amministrativa.
Il 24 novembre 891 il pago Barbarorum, insieme con quelli di Monte Cerere, Brento e Gesso, fu donato in proprietà e giurisdizione a Titelmo di Titelmo dall'Imperatore Guigo. Vediamo così come esso fosse centro pagense, compreso in una "iudiciaria" comprendente le alte vallate dei fiumi da Savena a Santerno e luogo fortificato, forse di origine bizantina.
Barbarolo, è per tutto l'Alto Medioevo non tanto identificato come centro abitato ma quasi unicamente come pieve: Pieve di SS. Pietro e Paolo.
Antichissima pieve prende quasi certamente il nome da uno stanziamento di popolazioni germaniche, probabilmente longobarde. Il 27 marzo 1034 il marchese Bonifacio di Toscana si impegnò a vendere a Moghefredo di Ubaldo duecento tornature poste "infra plebe S. Petri qui vocatum Barbarolum".
I possedimenti del marchese Bonifacio nella zona passarono alla figlia Matilde di Canossa che nel 1078 li donò, con il paese di Scanello, alla chiesa di Pisa. Nel 1116 l'Imperatore Enirio confermò ai canonici di S. Pietro di Bologna la metà delle decime di tutta la Pieve di Barbarolo. Infine nel 1289 "Barbarolum sive Poreclum" è incluso con diversi altri luoghi vicini nella podesteria di Scaricalasino. Alla Pieve erano soggette nel 1366, 22 chiese e 3 ospedali. Dalla fine del Quattrocento l'arciprete di Barbarolo ebbe il titolo di Abate.
Dell'originale edificio protoromanico restano tracce di eccezionale valore coeve alla cripta di S. Maria di Montovolo: sono visibili capitelli ad intreccio di fogliame, risalenti probabilmente al decimo secolo. L'attuale struttura dovuta a rifacimenti del Sette-Ottocento altera la lettura d'insieme di questa opera.
Fino a tempi relativamente recenti Barbarolo ha costituito, con i suoi borghetti e le numerose case sparse, il borgo più popoloso dell'intero comune, più dello stesso capoluogo. A testimoniare dell'importanza e della vitalità di questo centro ricordiamo che proprio a Barbarolo fu fondata nel 1902, ed ebbe sede per oltre mezzo secolo, la Cassa rurale di depositi e prestiti, attualmente Banca di Credito Cooperativo, trasferitasi nel capoluogo nel 1958.

### Bibulano
Borgo posto sulla destra del Savena, sulla strada che da questo fiume sale a Loiano. È una località abitata sicuramente fin dai tempi antichi, come testimonia il suo nome, di fondo gentilizio romano, di cui però rimangono scarse memorie scritte.
La comunità è menzionata per la prima volta in un documento del 1223. A questo periodo risale infatti la fondazione della chiesa: da antichi documenti si sa che fin verso il Seicento la popolazione di Bibulano era divisa in due parrocchie: quella di S. Andrea e quella di S. Maria. Nel XVII secolo la prima fu demolita e la parrocchia rimase quella di S. Maria Assunta.

### La Guarda
Posto in posizione dominante rispetto alla strada nazionale, è il primo borgo che si incontra venendo da Bologna, è nato probabilmente come edificio fortificato con funzioni di avvistamento (da qui il toponimo) e si è poi, nel tempo, esteso ad agglomerato di case. Il nucleo storico viene citato già nel 1315 e nei secoli diviene un centro funzionale alla viabilità: a metà del XVI sec. vi erano infatti tre ricoveri per viandanti e pellegrini.
L'insieme degli edifici presenta un notevole valore ambientale. Il primo edificio, sulla sinistra per chi viene da Bologna, è il più antico ed è caratterizzato da un ampio portico sorretto da colonne quadrate, in mattoni, sormontate da grosse travi di quercia e finestrelle cinquecentesche. Su una porta si può notare un architrave di pietra recante la data 1520 contornata da un segno ottagonale e, ai lati, due stelle a cinque punti di foggia etrusca.
La tradizione vuole che nell'oratorio, posto sempre sotto il portico, abbia celebrato la Messa San Carlo Borromeo, in occasione del suo pellegrinaggio alla volta di Roma.
Caratteristiche sono la strettoia all'ingresso dell'abitato e Ca' della Guarda, un edificio databile al XVI o XVII sec., affiancato da un altro più recente. Costituiscono un nucleo di notevole livello ambientale al bivio fra due percorsi, quello medioevale e quello settecentesco, della strada che conduceva a Firenze.

### Roncastaldo
Posto sull'antica strada postale che attraverso Loiano e Scaricalasino (Monghidoro) conduceva in Toscana, il borgo di Roncastaldo viene citato nel 1135 in un contratto di enfiteusi di "Gandulfino de vico Roncastaldo". Nel 1289 Roncastaldo è compreso insieme a diverse località vicine, nella podesteria di Scaricalasino. Nel medioevo il castello di Roncastaldo insieme a Loiano e Scaricalasino fu sede del capitano del Popolo e luogo dove venne sancito l'accordo fra Bologna e Firenze per combattere Pistoia.
Da Roncastaldo veniva il notaio Giacomo Panzacchi che nel 1276 stipulò l'accordo fra la famiglia ghibellina degli Ubaldini, proprietaria tra Savena e Idice di circa una trentina di castelli, e la famiglia guelfa dei Geremei che comandava a quel tempo a Bologna.
Roncastaldo, in quanto borgo di passaggio, è da sempre terra di rinomate locande e antiche osterie.
L'abitato ha una chiesa parrocchiale dedicata a S. Lorenzo ed è formato dall'aggregazione di piccole borgate.

### Quinzano
Anche Quinzano, borgo situato all'estremità orientale del Comune di Loiano, presso le sorgenti del torrente Zena, ha chiaramente origini romane (Fundus quintianus).
Da segnalare un ottimo esemplare di casa-torre, le cui porte e finestre (di antico stile medioevale) testimoniano come si trattasse di una costruzione di un certo rango e di un certo valore architettonico.
Dal centro di Quinzano parte una strada che, incuneandosi nella vallata dello Zena, raggiunge l'area archeologica di Monte Bibele.

### Sabbioni
Posto sulla strada statale della Futa in direzione Bologna, il piccolo nucleo storico viene citato nel 1315 come località sulla strada di Toscana ed ebbe una stazione di sosta con osteria.
Nel 1412 era una "villa" (borgo con diversi edifici) e vi abitava Cristoforo di Denticherio, nobili di Loiano i cui discendenti, esenti come nobili dalle imposte dei fumenti ancora nel Cinquecento, assunsero i cognomi di Bertoni. San Fabiano e san Sebastiano la preservarono dalla peste descritta da Manzoni e da allora essi ne sono divenuti i patroni.
Un edificio costeggiava la strada sulla sinistra e sulla facciata si aprivano ben nove arcate dietro le quali trovavano posto la trattoria, la "bottega", gli ingressi alle abitazioni e alle stalle dei muli, che servivano a trainare diligenze e carri di lì a Loiano. Ricostruito dopo un incendio causato dall'ultima guerra, perdette sei dei suoi preziosi archi, ma non la sua antica destinazione di bottega ed osteria. Di fronte a questo edificio, sotto un architrave monolitica che porta ancora in rilievo i simboli del fabbro e del maniscalco, vi era l'ingresso di un'osteria e di un negozietto di alimentari. Da ricordare altri due fabbricati rurali: uno di questi presenta un interessante paramento murario trecentesco e, nell'adiacente fienile, il residuo di un architrave seicentesco recante inciso il monogramma di Cristo.

### Scanello
Scanello ha sicuramente origini molto antiche e non è improbabile che vi fosse un vico romano. Indizio di questo è l'esistenza di "fundi romani" che hanno lasciato il nome antico: Vezzano (Fundus Vezzianus), Gnazzano (Fundus Ignatianus). Dopo il Mille una parte del "castello e corte" di Scanello appartenne a Bonifazio marchese di Toscana che nel 1024 fece per essa una transazione con Magifredo d'Ubaldo.
La chiesa parrocchiale di Scanello, dedicata a San Giovanni Battista, sorge su un altopiano lungo la strada provinciale che da Loiano conduce a Quinzano e a San Benedetto del Querceto. È da ritenersi molto antica, anche se l'attuale edificio risale al XVIII sec., essendo quello precedente stato completamente demolito verso la metà del Seicento.
Vicino alla chiesa di Scanello c'è una località, chiamata Ca' di Priami, nelle cui adiacenze si erge una piccola sommità che porta il nome di Castelluccio. Il nome stesso fa supporre che qui esistessero il castello e la corte di Scanello: il luogo prescelto non poteva essere più favorevole. Da quassù si possono passare in rassegna le principali montagne della valle dell'Idice e di quelle del Savena, fino all'alto appennino da un lato, e alle colline che fanno da cornice a Bologna dall'altro.
Scanello ha una nobiltà d'origine invidiabile. Del piccolo borgo distante da Loiano circa 2 km si parla nelle cronache medioevali fin dal tempo dell'esarcato di Ravenna, quando questi con i suoi possedimenti si spingeva profondamente nel bolognese. Indi compare Ubaldino dei Malvolta che se ne fece signore per investitura della Chiesa di Pisa, la quale aveva avuto donazione di quella terra dalla contessa Matilde di Canossa, grande distributrice di feudi e di concessioni. Nascono così i conti di Scanello. O meglio, si crede che nascessero dalla signoria dei Malvolta, chè in proposito c'è molta foschia. Gli Scanello, quando compaiono nelle carte, hanno la fisionomia giuridica dei valvassori o cottanei.
Nel secolo scorso la signoria di Scanello l'ha Luigi Loup, uno svizzero innamorato di Bologna ed espertissimo d'agricoltura; egli aveva sposato una Ghisilieri avendo in dote la villa della Fratta già dei Calderini e poi passata a Pio Ghisilieri che aveva sposato appunto una Calderini. Un terzo trasferimento per identica ragione, avvenne quando al Loup subentrò il genero De Kwuipms marito di una delle sue figlie. La figlia di questo signore svizzero residente in Italia andò sposa ad Huber Du Bois De Dunila che attorno 1920 prese possesso della villa. Si deve dedurre, considerati i vari passaggi tra proprietari che la bella residenza ha destino d'essere un dono di nozze.
Alla fine del 1960 la tenuta agricola, compresa la villa, fu ceduta al Consorzio sviluppo zootecnico.

### Scascoli
Raggiungibile sia da Sabbioni che dalla fondo-valle Savena, il borgo di Scascoli si presenta come uno dei più suggestivi per la sua posizione.
Le prime notizie su questo luogo si hanno nel 1233, da un rogito di una vendita di terreni fra Rodofeno di Guidotto di Scascoli con il massaro dell'ospedale di Livergnana.
L'attuale chiesa dei SS. Stefano e Martino è stata ricostruita dopo le devastazioni belliche, grazie all'opera di Don Eugenio Andreoli, curato di Scascoli dal 1942 fino al 1987. Per la facciata vennero utilizzate le pietre squadrate di arenarie della distrutta chiesa di S. Ansano di Brento. L'altare maggiore invece, disegnato proprio da Don Eugenio con fine gusto classico, fu realizzato tramite la fusione di bossoli d'ottone delle artiglierie americane.
Proseguendo per la strada che scende verso il Savena, si possono raggiungere ed ammirare le maestose Gole di Scascoli, che sovrastano il corso del Savena.
Peculiari sono anche i Giardini del Casoncello.

## Cultura

### Istruzione

#### L'osservatorio astronomico ed il Parco delle Stelle
Sul Monte Orzale ha sede la Stazione di Loiano dell'Osservatorio astronomico di Bologna (struttura appartenente all'Istituto nazionale di astrofisica), inaugurata il 15 novembre del 1936. Il suo telescopio più ampio è intitolato al celebre astronomo Giovanni Domenico Cassini.
Il telescopio (152 cm di diametro) è il più grande d'Italia dopo quello di Asiago; dispone anche di un secondo telescopio di dimensioni inferiori (60 cm di diametro).

### Eventi
La "Festa d'la Batdura" è una nota festa che prende parte a Loiano nel weekend della penultima settimana di luglio .

## Amministrazione
Di seguito è presentata una tabella relativa alle amministrazioni che si sono succedute in questo comune.
| Periodo          | Periodo        | Primo cittadino    | Partito                          | Carica               | Note  |
| ---------------- | -------------- | ------------------ | -------------------------------- | -------------------- | ----- |
| 29 dicembre 1987 | 31 maggio 1990 | Giorgio Michelini  | Partito Comunista Italiano       | Sindaco              | [ 8 ] |
| 31 maggio 1990   | 24 aprile 1995 | Paolo Gamberini    | IND                              | Sindaco              | [ 8 ] |
| 24 aprile 1995   | 14 giugno 1999 | Romano Nascetti    | lista civica                     | Sindaco              | [ 8 ] |
| 14 giugno 1999   | 14 giugno 2004 | Diana Colazzo      | centro-sinistra                  | Sindaco              | [ 8 ] |
| 14 giugno 2004   | 26 maggio 2014 | Giovanni Maestrami | lista civica                     | Sindaco              | [ 8 ] |
| 26 maggio 2014   | 26 marzo 2019  | Patrizia Carpani   | lista civica Cittadini in comune | Sindaco              | [ 8 ] |
| 26 marzo 2019    | 27 maggio 2019 | Alberto Rocca      | lista civica Cittadini in comune | Vicesindaco reggente | [ 8 ] |
| 27 maggio 2019   | 10 giugno 2024 | Fabrizio Morganti  | lista civica Loiano futura       | Sindaco              |       |
| 10 giugno 2024   | in carica      | Roberto Serafini   | Lista Civica LOIANO UNITA        | Sindaco              |       |

## Sport
In località Val Sicura è attivo un tiro a segno fondato nel 1889.
Dagli anni duemiladieci sono presenti, nella pineta, diverse piste per la pratica della mountainbike (downhill, freeride ed enduro) frequentate soprattutto nei weekend da biker di tutta Italia. Il 31 agosto 2014 si è svolta, per la prima volta a Loiano, una tappa del campionato di mountainbike Enduro Challenge Emilia Romagna organizzata dal gruppo di biker locali Freebike65. Da allora ila pratica di questo sport è molto cresciuta e nel 2020 il Comune - in collaborazione con l'associazione sportiva locale Bologna Montana Bike - ha intrapreso un progetto di promozione turistica e sportiva che mette in primo piano la bicicletta. Nasce così la "Bologna Montana Bike Area" (dall'acronimo BOM.B.A.) un comprensorio dedicato alla mountain bike che coinvolge i 4 comuni di BOM - Bologna Montana (Loiano, Monghidoro, Monzuno e San Benedetto Val di Sambro) e dalle rispettive unioni dei comuni (Unione Savena-Idice e Unione dei Comuni dell'Appennino Bolognese).
Nel periodo autunnale, si svolge a Loiano il "Bologna Montana Bike Festival", rassegna dedicata alla mountain bike in tutte le sue accezioni.